# Partito Nazionalista Portoricano
Il Partito Nazionalista Portoricano (in spagnolo: Partido Nacionalista de Puerto Rico) è un partito politico di Porto Rico fondato il 17 settembre 1922 a San Juan, il cui ideale di fondo mira a ottenere l'indipendenza portoricana.

## Storia
Nel 1919, José Coll y Cuchí, un membro dell'ex partito Unione di Porto Rico, pensò che il suo partito non stesse facendo abbastanza per la causa di Porto Rico e, assieme ad altri membri, si distaccò dal suo partito per formare la nuova  Associazione nazionalista di Porto Rico, a San Juan. Ma a quell'epoca esistevano già altre due organizzazioni per l'indipendenza: il Giovane nazionalismo e l'Associazione indipendentista. Fu così che il 17 settembre 1922 le tre forze politiche si coalizzarono per formare il Partito nazionalista portoricano e José Coll y Cuchí fu eletto presidente.
Nel 1924 Pedro Albizu Campos entrò nel partito e fu eletto vice presidente per diventare presidente sei anni dopo, l'11 maggio 1930.

## Maggiori leader politici
- José Coll y Cuchí
- Pedro Albizu Campos